# Liste der Monuments historiques in Saint-Tugdual
Die Liste der Monuments historiques in Saint-Tugdual führt die Monuments historiques in der französischen Gemeinde Saint-Tugdual auf.

## Liste der Bauwerke
| Bezeichnung    | Beschreibung | Standort          | Kennzeichnung | Schutzstatus | Datum | Bild |
| -------------- | ------------ | ----------------- | ------------- | ------------ | ----- | ---- |
| Kapelle        |              | Saint-Guen (Lage) | PA00091723    | Inscrit      | 1927  |      |
| Friedhofskreuz |              | (Lage)            | PA00091724    | Inscrit      | 1929  |      |

## Liste der Objekte
- Monuments historiques (Objekte) in Saint-Tugdual in der Base Palissy des französischen Kultusministeriums